# Trachea

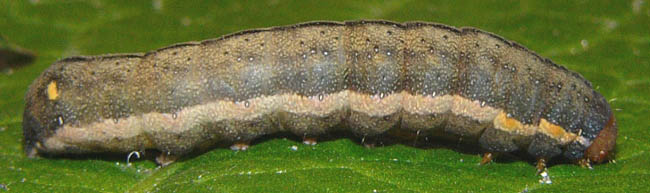
larvă Trachea atriplicis

Traheea este un gen de molii din familia Noctuidae, descris pentru prima dată de Ferdinand Ochsenheimer⁠(d) în 1816.

## Specii
- Trachea altivolans Schaus, 1911
- Trachea anguliplaga (Walker, 1858)
- Trahea atriplaga Hampson, 1911
- Trahea atriplicis⁠(d) (Linnaeus, 1758) – molie orache
- Trahea atritornea Hampson, 1908
- Trahea aurigera (Walker, 1858)
- Trahea auriplena⁠(d) (Walker, 1857)
- Trachea belastigma Hreblay & Ronkay, 1998
- Trahea bipectinata Berio, 1977
- Trachea brunneicosta Joicey & Talbot, 1915
- Trahea cavagnaroi Hayes, 1975
- Trahea chloodes Zerny, 1916
- Trahea chlorochrysa Berio, 1937
- Trahea confluens (Moore, 1881)
- Trachea conjuncta Wileman, 1914
- Trachea delicata⁠(d) (Grote, 1874)
- Trahea espumosa (Dognin, 1897)
- Trachea eugrapha ED Jones, 1908
- Trahea euryscia Hampson, 1918
- Trahea guttata (Warren, 1913)
- Trachea jankowskii (Oberthür, 1879)
- Trahea leuchochlora Boursin, 1970
- Trahea leucodonta Hampson, 1908
- Trachea luzonensis Wileman & South, 1920
- Trahea macropthtalma Berio, 1976
- Trahea malezieuxi (Dognin, 1897)
- Trahea mancilla (Schaus, 1921)
- Trahea melanospila⁠(d) Kollar, 1844
- Trahea microspila Hampson, 1908
- Trahea mnionia Dognin, 15
- Trahea nicgrescens Schaus, 1911
- Trahea normalis Hampson, 1914
- Trahea novicia Schaus, 1933
- Trahea oxylus (Fawcett, 1917)
- Trahea paranica Schaus, 1898
- Trahea polychroa Hampson, 1908
- Trahea prasinatra Draudt, 1950
- Trachea punctisigna Dognin, 1914
- Trahea punkikonis Matsumura, 1929
- Trahea stieglmayri Zerny, 1916
- Trahea stoliczkae (Felder & Rogenhofer, 1874)
- Trahea supera Schaus, 1911
- Trahea tessellata (Prout, 1925)
- Trachea tibetansis (Warren, 1912)
- Trahea tokiensis (Butler, 1881)
- Trahea toxaridia (Druce, 1889)
- Trachea uscana (Druce, 1889)
- Trahea viridata Prout, 1922
- Trahea viridis (Druce, 1898)
- Trahea viridisparsa Laporte, 1972